# ゴシキセイガイインコ

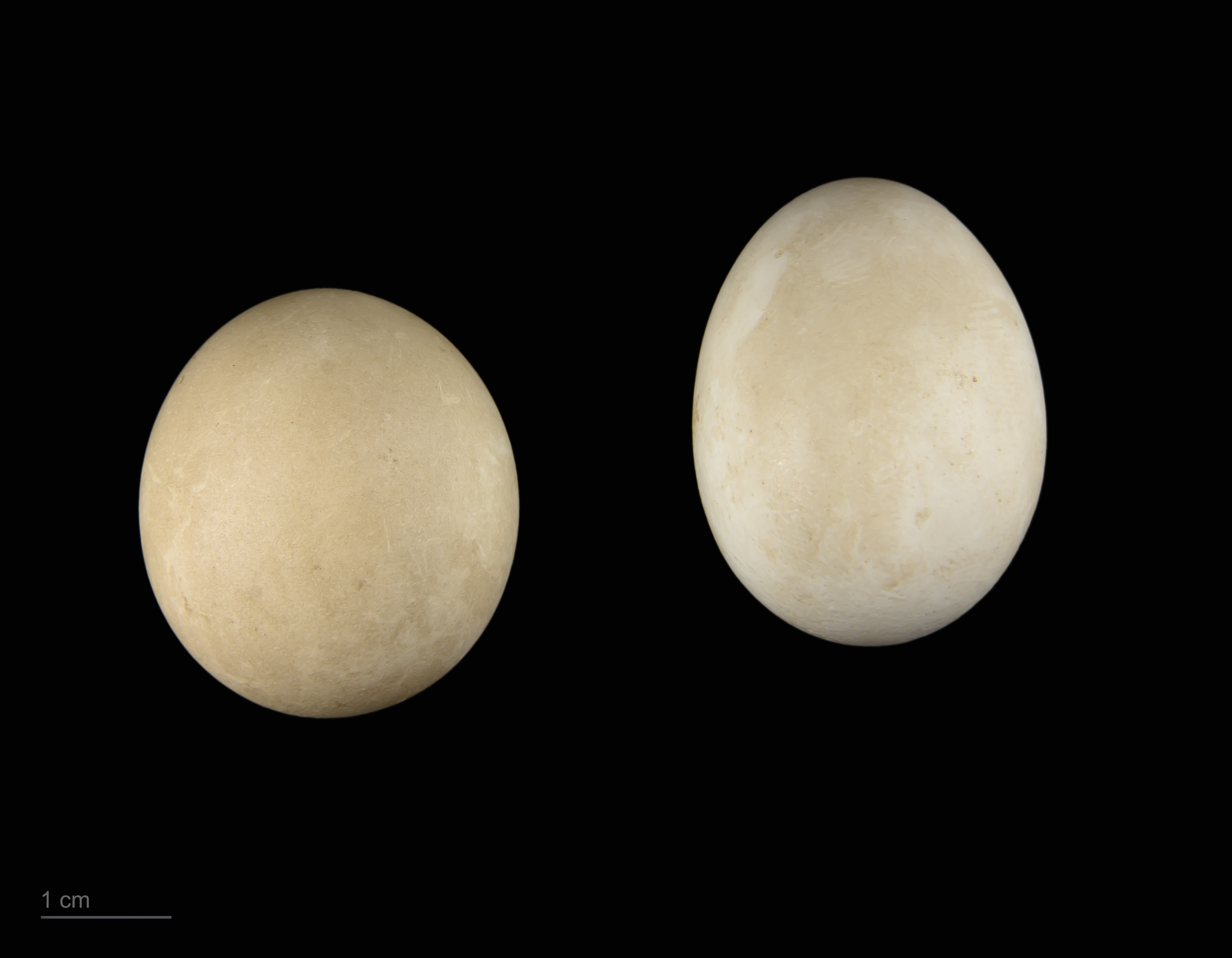
Trichoglossus haematodus

ゴシキセイガイインコ（五色青海鸚哥、学名：Trichoglossus haematodus、英名：Rainbow Lorikeet）は、オウム目オウム科に分類される鳥類の一種。
分類は議論の余地があり、しばしば複数の種に分けられる（分類の項を参照のこと）。
一般的にはローリーまたはロリキートと呼ばれるグループに属するとされている。

## 分布
オーストラリア、インドネシア東部、パプアニューギニア、ニューカレドニア、ソロモン諸島、バヌアツ。オーストラリアでは、ゴシキセイガイインコはクイーンズランド州から南オーストラリア州、タスマニア州北西部にかけての東海岸で普通に分布する。生息地は雨林や海岸線の低木地帯、森林地帯である。
また、西オーストラリア州のパース、ニュージーランドのオークランド、香港に移入された。

## 形態
体長25-30cm。体色は亜種によって様々であるが、たとえばオーストラリア東部で観られるゴシキセイガイインコでは頭部と腹部は濃紺色から青紫色、背面、尾羽は明るい緑色、そして胸部とくちばしはオレンジ色である。

## 生態
餌は花の蜜や花粉であり、蜜や花粉を食べるのに適した舌を持っている。

## 分類
ゴシキセイガイインコ（Trichoglossus haematodus）は多くの亜種があり、下にリストされた一般名称（英名）のほとんどは、飼育鳥類でのみ使われる。
- Mitchell's Lorikeet, T. h. mitchellii - バリ、ロンボク島（インドネシア）
- Forsten's Lorikeet, T. h. forsteni - スンバワ島（インドネシア）
- Djampea Lorikeet, T. h. djampeanus - スラウェシ島南部、Tanahjampea島（インドネシア）
- Stresemann's Lorikeet, T. h. stresemanni - スラウェシ島南部、Kalaotoa島（インドネシア）
- Sumba Lorikeet, T. h. fortis - スンバ島（インドネシア）
- Weber's Lorikeet, T. h. weberi - フローレス島（インドネシア）
- Edward's Lorikeet, T. h. capistratus - ティモール島
- Wetar Lorikeet, T. h. flavotectus - ウェタル島（インドネシア）
- Rosenberg's Lorikeet, T. h. rosenbergii - ビアク島（インドネシア）
- Blue-faced Lorikeet, T. h. intermedius. - ニューギニア北海岸、T. h. haematodusと同種とされる場合がある。
- フトフムネアカゴシキセイガイインコ Green-naped Lorikeet, T. h. haematodus - モルッカ諸島南部, 西パプア諸島、ニューギニア西部
- Dark-throated Lorikeet, T. h. nigrogularis - カイ諸島、アルー諸島、ニューギニア南部、T. h. caeruleicepsを一亜種とする場合、T. h. nigrogularisはカイ諸島、アルー諸島に制限される。
- Brook's Lorikeet, T. h. brooki - アルー諸島のSpriti島、T. h. nigrogularisと同種とされる場合がある。
- Pale-head Lorikeet, T. h. caeruleiceps - ニューギニア南部、T. h. nigrogularisと同種とされる場合がある。
- Southern Green-naped Lorikeet, T. h. micropteryx - ニューギニア東部
- Ninigo Lorikeet, T. h. nesophilus - マヌス島西部、Ninigo and Hermit Groups, （パプアニューギニア）
- Olive-green Lorikeet, T. h. flavicans - ニューハノーバー島, St. Matthias諸島、アドミラルティ諸島
- Massena's or Coconut Lorikeet, T. h. massena - ニューギニア東部、 ルイジアード諸島、Karkar島、ビスマルク諸島、ソロモン諸島、バヌアツ
- Deplanche's Lorikeet, T. h. deplanchii - ニューカレドニア、ロイヤルティ諸島.
- ゴシキセイガイインコ Swainson's Lorikeet, T. h. moluccanus - オーストラリア東部、タスマニア
- Red-collared Lorikeet, T. h. rubritorquis - オーストラリア北部

上記分類群のいくつかでは、別種として考えられることがある。
特に、Red-collared Lorikeet（Trichoglossus (haematodus) rubritorquis (単一種monotypic) ）、Flores Lorikeet（T. (h.) weberi（単一種(monotypic)）、Marigold Lorikeet（T. (h.) capistratus - T. flavotectus及びT.fortisが含まれる）、Scarlet-breasted Lorikeet（T. (h.) forsteni - T. djampeanus、T. mitchellii及びT. stresemanniが含まれる）は、通常別種とされる。
加えて、ズグロゴシキインコ（Ornate Lorikeet）はゴシキセイガイインコの一亜種と見なすべきだとの意見があるが、上記の分割とは異なり、普及して使われてはいない。

## ギャラリー

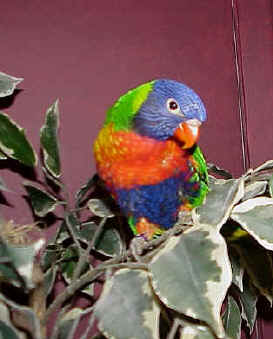
Swainson's Lorikeet T. haematodus moluccanus
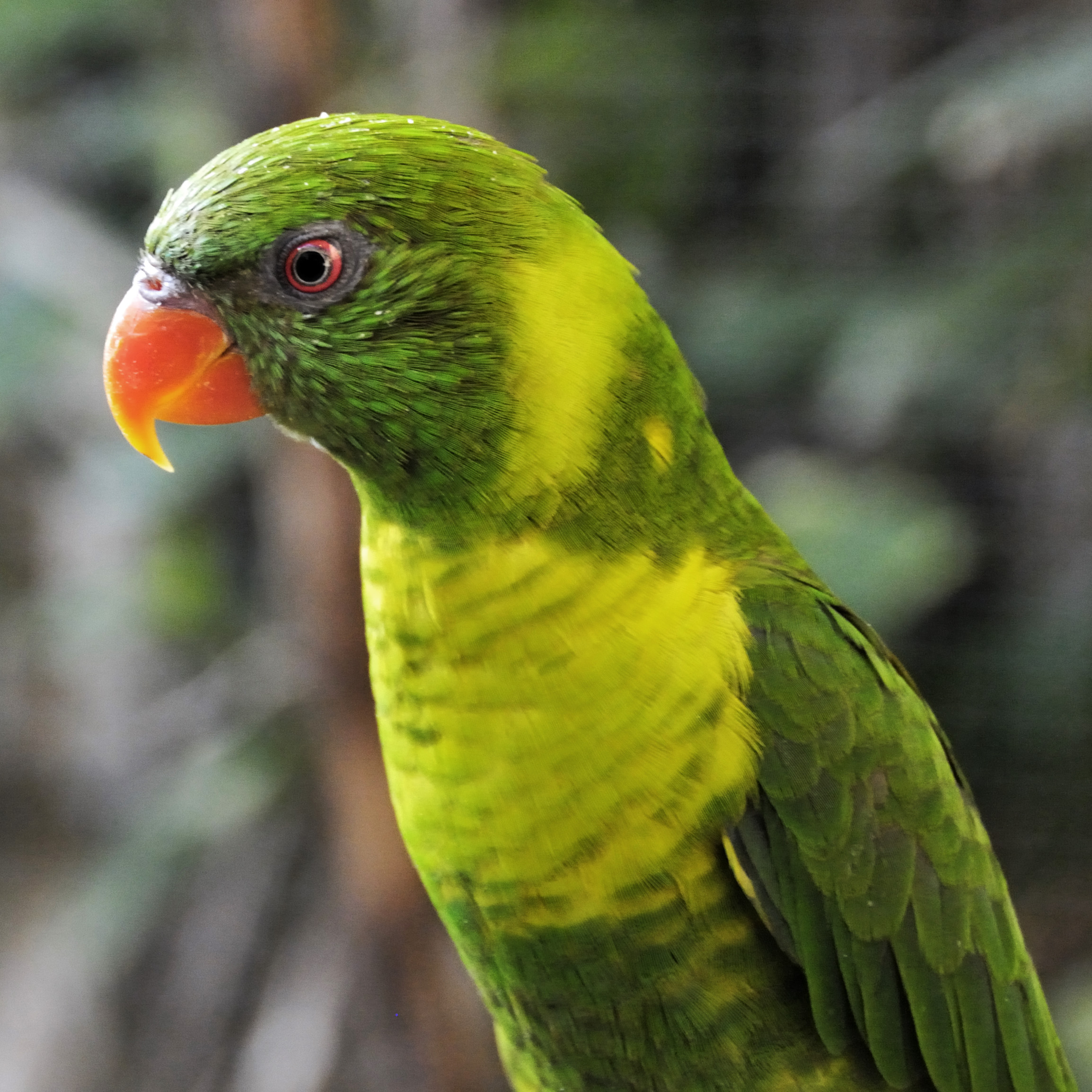
Flores Lorikeet T. haematodus weberi
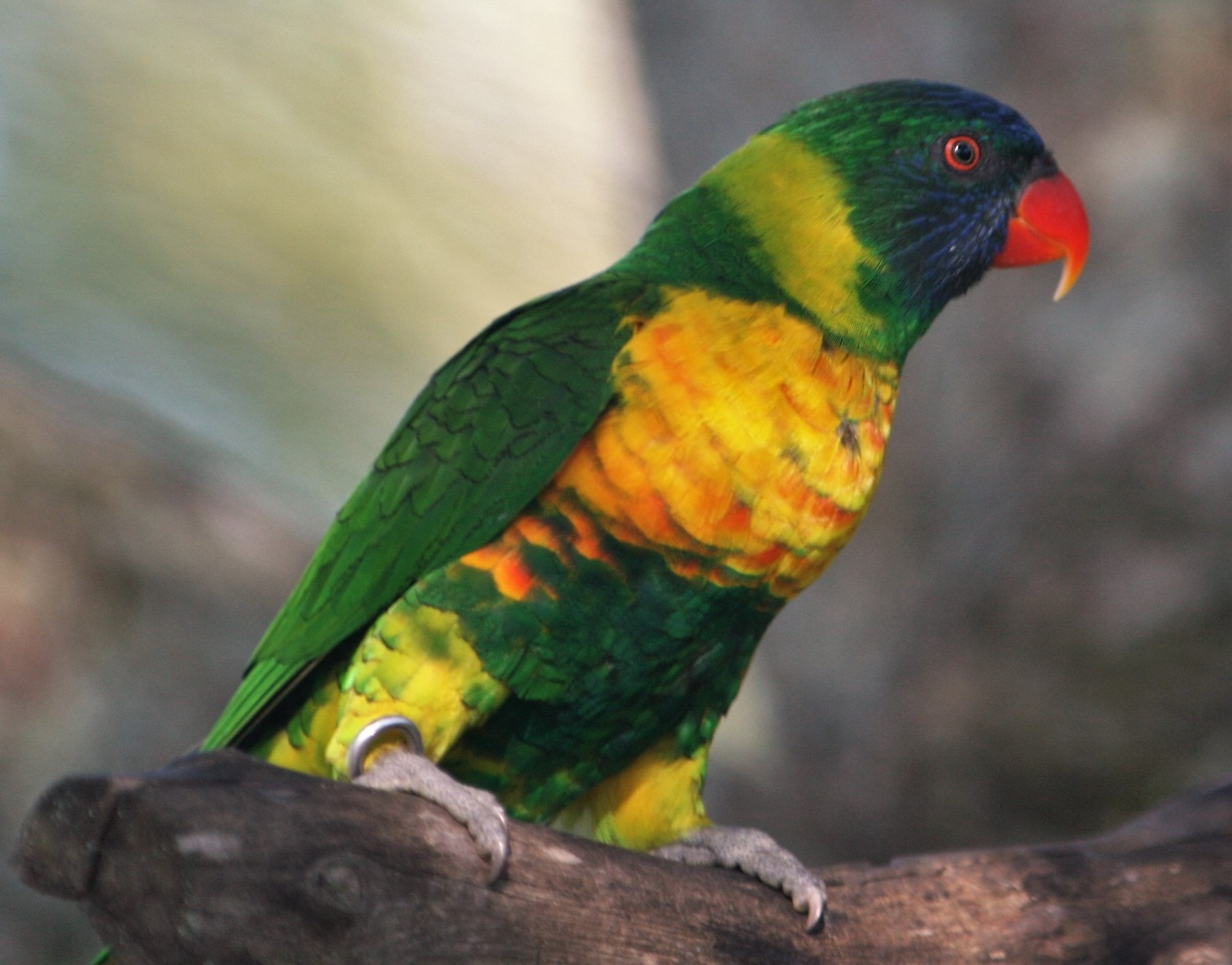
Marigold Lorikeet T. haematodus capistratus group
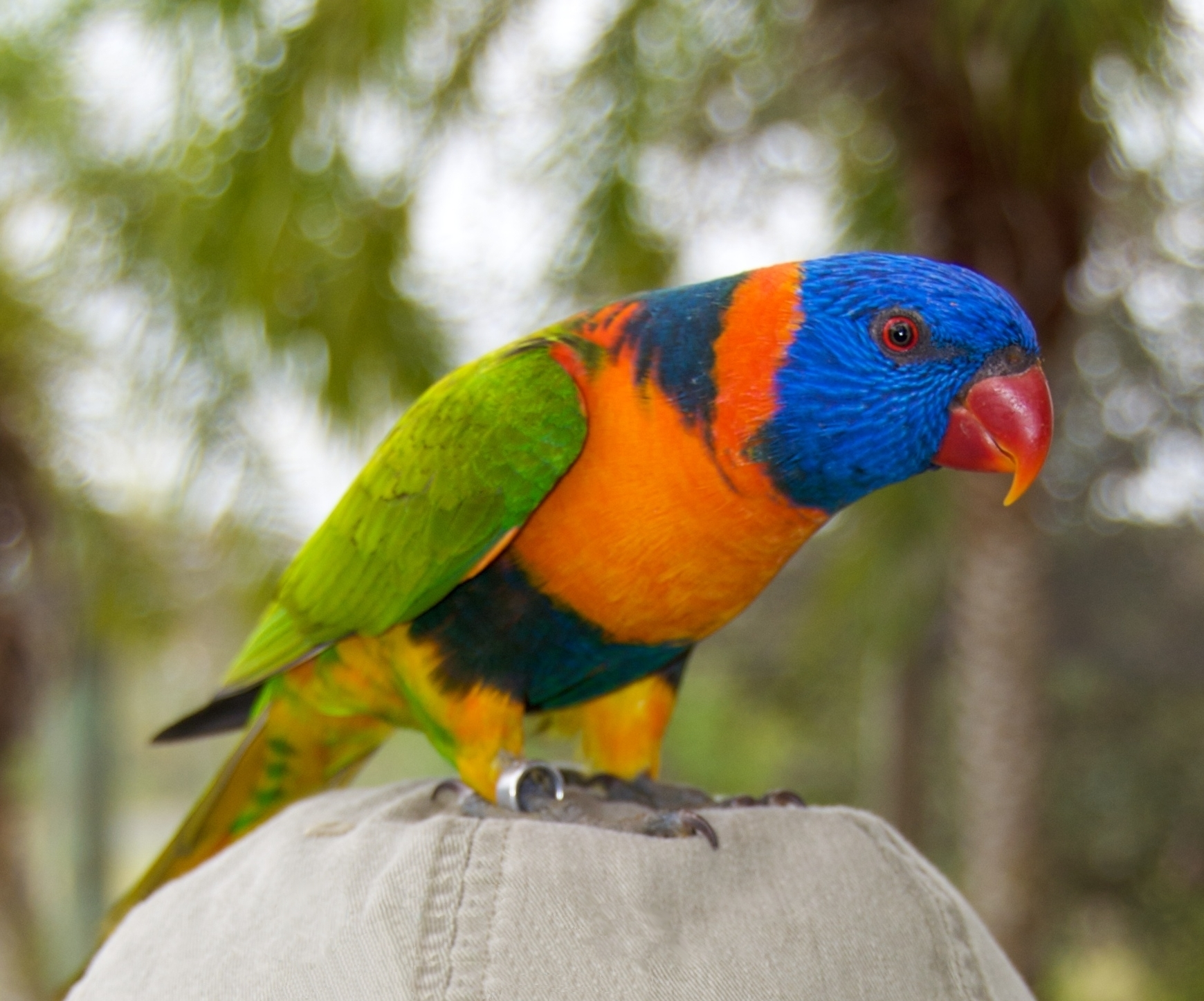
Red-collared Lorikeet T. haematodus rubritorquis
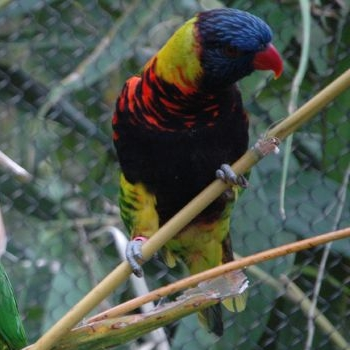
Rosenberg's Lorikeet T. h. rosenbergii ナシュビル動物園（Nashville Zoo）
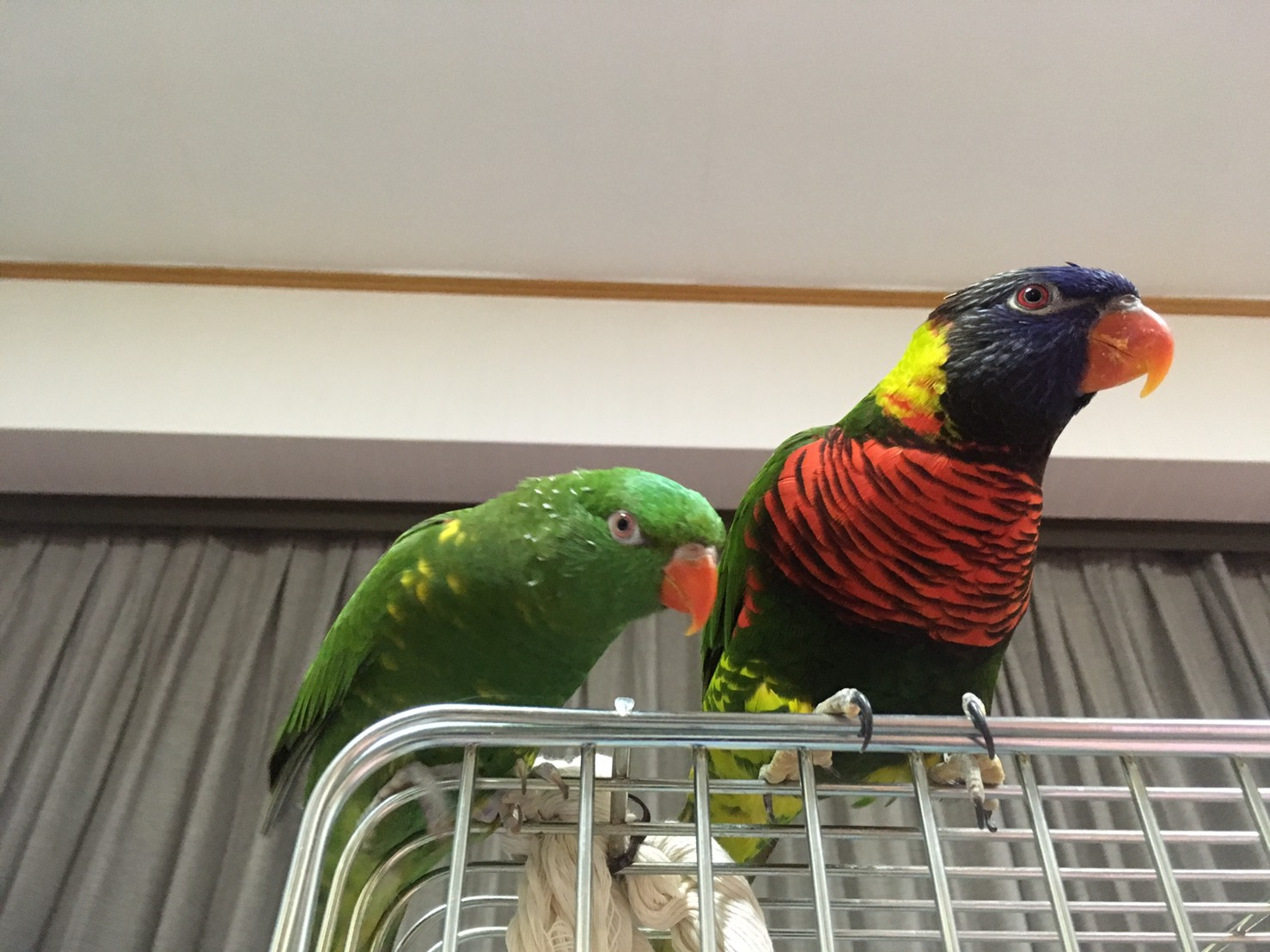
フトフムネアカゴシキセイガイインコ（右）とコセイガイインコ（左）